# İmranlı
İmranlı là một huyện thuộc tỉnh Sivas, Thổ Nhĩ Kỳ. Huyện có diện tích 1217 km² và dân số thời điểm năm 2007 là 7532 người, mật độ 6 người/km².